# Еллертсгар
Еллертсгар (нід. Ellertshaar) — селище в нідерландській провінції Дренте. Входить до муніципалітету Боргер-Одорн.
Його площа становить 2,38 км², а населення станом на 2021 рік складало 30 осіб.
Перша згадка про населений пункт датується 1851 роком.